# Bolitoglossa taylori
Bolitoglossa taylori är en groddjursart som beskrevs av Wake, Brame och Myers 1970. Bolitoglossa taylori ingår i släktet Bolitoglossa och familjen lunglösa salamandrar. IUCN kategoriserar arten globalt som otillräckligt studerad. Inga underarter finns listade.